# سیراکان تیگرانیان
سیراکان تادئوسی تیگرانیان (ارمنی: Սիրական Թադևոսի Տիգրանյան؛ ۱۸۷۵ – ۱۹۴۷) سیاست‌مدار اهل ارمنستان بود که در اولین جمهوری ارمنستان در بین سال‌های ۱۹۱۸ تا ۱۹۱۹ سمت وزارت امور خارجه ارمنستان و در سال ۱۹۱۹ سمت وزارت آموزش و پرورش ارمنستان را بر عهده داشت.

## زندگی‌نامه
وی در ۱۸۷۵ در گیومری به دنیا آمد و در ۱۹۴۷ در سن ۷۲ سالگی درگذشت.

## نگارخانه

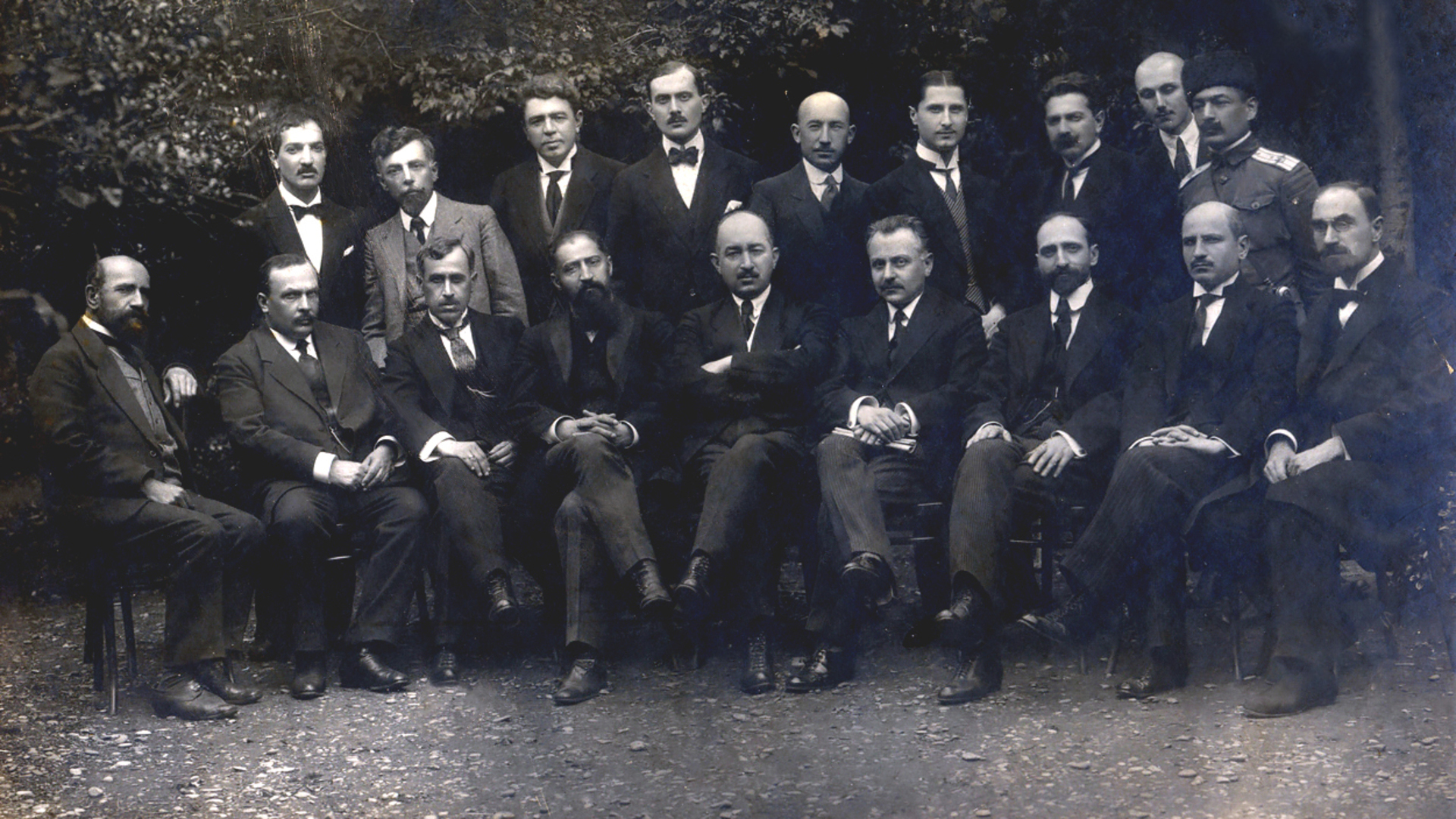
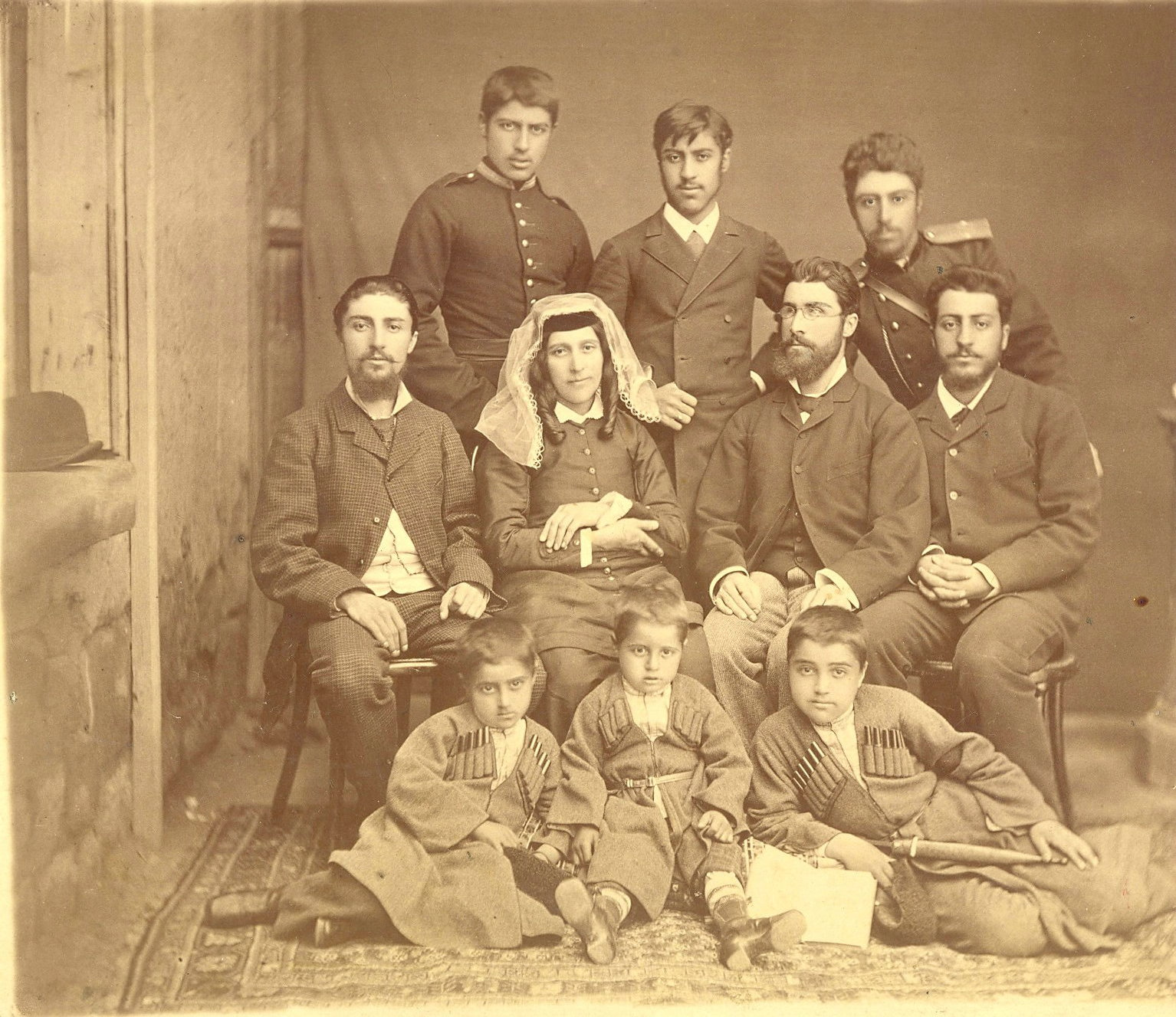